# Vlag van Mengjiang

Vlag van Mengjiang

De vlag van Mengjiang bestond uit een horizontaal kleurenpatroon van twee gele banen, twee blauwe banen, twee witte banen en een rode baan.
Evenals de kleuren van de vlag van Mantsjoekwo waren de kleuren op de vlag van Mengjiang geïnspireerd door de eerste vlag van de Republiek China en werden derhalve gebruikt om de belangrijkste etnische groepen in Mengjiang te vertegenwoordigen: de Mongolen (blauw); de Japanners (rood); de Han (geel) en de "Hui" (de naam die toen aan Chinese moslims in het algemeen werd gegeven) in wit. De zwarte baan welke de Tibetanen vertegenwoordigde op de originele Chinese vlag werd weggelaten.
De Autonome Regeringen van Zuid-Chahar en Noord-Shanxi, en de Mongoolse Verenigde Autonome Regering hadden elk hun respectieve vlag voordat ze fuseerden als Mengjiang in 1939.

Mongoolse Militaire Regeringbanier, 1936-1937
Mongoolse Verenigde Autonome Regeringbanier, 1937-1939
Vlag van de Autonome Regering van Zuid-Chahar
Vlag van de Autonome Regering van Noord-Shanxi

Beiyangregering · Republiek Hatay · Koerdistan · Mantsjoekwo · Mengjiang · Nationalistische regering · Nederlands-Nieuw-Guinea · Oost-Turkestan · Ottomaanse Rijk · Qing-dynastie · Sikkim · Tibet · Toeva · Republiek der Zuid-Molukken